# Municipio de Wilson (condado de Charlevoix)
El municipio de Wilson (en inglés: Wilson Township) es un municipio ubicado en el condado de Charlevoix en el estado estadounidense de Míchigan. En el año 2010 tenía una población de 1964 habitantes y una densidad poblacional de 22,03 personas por km².

## Geografía
El municipio de Wilson se encuentra ubicado en las coordenadas 45°9′57″N 85°1′45″O / 45.16583, -85.02917. Según la Oficina del Censo de los Estados Unidos, el municipio tiene una superficie total de 89.16 km², de la cual 88,2 km² corresponden a tierra firme y (1,07 %) 0,96 km² es agua.

## Demografía
Según el censo de 2010, había 1964 personas residiendo en el municipio de Wilson. La densidad de población era de 22,03 hab./km². De los 1964 habitantes, el municipio de Wilson estaba compuesto por el 96,23 % blancos, el 0,2 % eran afroamericanos, el 1,48 % eran amerindios, el 0,87 % eran asiáticos, el 0,25 % eran de otras razas y el 0,97 % eran de una mezcla de razas. Del total de la población el 0,97 % eran hispanos o latinos de cualquier raza.